# Lista de prefeitos eleitos no Piauí em 1982
Na formação desta lista foram consultados arquivos on line do Tribunal Regional Eleitoral e à época o Piauí possuía 115 municípios. A referida disputa coincidiu com as eleições estaduais no Piauí em 1982 e aconteceram em 15 de novembro, ocasião em que Lucídio Portela era governador do estado.

## Resultado final do pleito

### Prefeitos eleitos pelo PDS
O partido triunfou em 102 municípios, o equivalente a 90% do total.
| Bandeira        | Município                  | Prefeito eleito em 15/11/1982                 | Partido | Nascido em                 | UF         |
| --------------- | -------------------------- | --------------------------------------------- | ------- | -------------------------- | ---------- |
|                 | Agricolândia               | Francisco Alencar                             | PDS     | Agricolândia               | Piauí      |
|                 | Água Branca                | José Calado Neto                              | PDS     | Água Branca                | Piauí      |
|                 | Alto Longá                 | Pedro Henrique de Arêa Leão Costa             | PDS     | Alto Longá                 | Piauí      |
|                 | Amarante                   | Francisco Aureliano de Queiroz Câmara         | PDS     | Caxias                     | Maranhão   |
|                 | Angical do Piauí           | Valmir Alves da Cruz                          | PDS     | Regeneração                | Piauí      |
|                 | Anísio de Abreu            | Francisco José da Mota                        | PDS     | Anísio de Abreu            | Piauí      |
|                 | Antônio Almeida            | Antônio Saraiva Torres                        | PDS     | Antônio Almeida            | Piauí      |
|                 | Aroazes                    | Manoel Portela de Carvalho                    | PDS     | São Miguel do Tapuio       | Piauí      |
|                 | Arraial                    | Zacarias Pereira Lima                         | PDS     | Arraial                    | Piauí      |
|                 | Avelino Lopes              | João de Sousa Próspero                        | PDS     | Pilão Arcado               | Bahia      |
|                 | Barreiras do Piauí         | Manoel Edinei Barreira Soares                 | PDS     | Barreiras do Piauí         | Piauí      |
|                 | Barro Duro                 | Elói Pereira de Sousa                         | PDS     | Barro Duro                 | Piauí      |
|                 | Batalha                    | Antônio Machado Melo                          | PDS     | Batalha                    | Piauí      |
|                 | Beneditinos                | Antônio Lopes da Silva                        | PDS     | São Félix do Piauí         | Piauí      |
|                 | Bertolínia                 | Antônio José de Sousa Martins                 | PDS     | Bertolínia                 | Piauí      |
|                 | Bocaina                    | Antônio Luís Leal                             | PDS     | Bocaina                    | Piauí      |
| Bom Jesus       | Bom Jesus                  | Renato Parente Lustosa Elvas                  | PDS     | Bom Jesus                  | Piauí      |
|                 | Buriti dos Lopes           | João da Cruz de Sousa                         | PDS     | Parnaíba                   | Piauí      |
|                 | Campinas do Piauí          | Avelar de Araújo Moura Fé                     | PDS     | Campinas do Piauí          | Piauí      |
| Campo Maior     | Campo Maior                | César Ribeiro Melo                            | PDS     | Campo Maior                | Piauí      |
| Canto do Buriti | Canto do Buriti            | Nilmar Valente de Figueiredo                  | PDS     | Canto do Buriti            | Piauí      |
|                 | Capitão de Campos          | João Batista Nunes Filho                      | PDS     | Campo Maior                | Piauí      |
|                 | Caracol                    | Maria Vilma Paes Landim Ribeiro               | PDS     | Caracol                    | Piauí      |
|                 | Castelo do Piauí           | José Ismar Lima Martins                       | PDS     | Castelo do Piauí           | Piauí      |
|                 | Conceição do Canindé       | Valdomiro Erasmo de Carvalho                  | PDS     | Conceição do Canindé       | Piauí      |
|                 | Corrente                   | Jesy Lemos Paraguassú                         | PDS     | Corrente                   | Piauí      |
|                 | Cristalândia do Piauí      | Jackson Cunha Nogueira                        | PDS     | Corrente                   | Piauí      |
|                 | Cristino Castro            | Petrônio Martins Falcão                       | PDS     | Cristino Castro            | Piauí      |
|                 | Curimatá                   | Divaldo Fernandes da Silva                    | PDS     | Campina Grande             | Paraíba    |
|                 | Demerval Lobão             | Maria Antonieta Mendes Ribeiro Moraes         | PDS     | Monsenhor Gil              | Piauí      |
|                 | Dirceu Arcoverde           | Olímpio Dias dos Passos                       | PDS     | São Raimundo Nonato        | Piauí      |
|                 | Dom Expedito Lopes         | Francisco Gonçalves dos Santos                | PDS     | Dom Expedito Lopes         | Piauí      |
|                 | Domingos Mourão            | Orlando Urias de Oliveira                     | PDS     | Domingos Mourão            | Piauí      |
|                 | Elesbão Veloso             | Manoel da Silva Moura                         | PDS     | Elesbão Veloso             | Piauí      |
|                 | Eliseu Martins             | Pedro Alves Torquato                          | PDS     | Eliseu Martins             | Piauí      |
|                 | Esperantina                | Manoel Lages Rebelo Filho                     | PDS     | Esperantina                | Piauí      |
|                 | Flores do Piauí            | Raimundo Torres Filho                         | PDS     | Itaueira                   | Piauí      |
| Floriano        | Floriano                   | Manoel Simplício da Silva                     | PDS     | Vicência                   | Pernambuco |
|                 | Francinópolis              | Eduarlino Duarte Lopes                        | PDS     | Francinópolis              | Piauí      |
|                 | Francisco Ayres            | Benedito Wilson de Sousa                      | PDS     | Francisco Ayres            | Piauí      |
|                 | Francisco Santos           | Maria Carleusa dos Santos Batista de Carvalho | PDS     | Francisco Santos           | Piauí      |
|                 | Fronteiras                 | Rubens Batista                                | PDS     | São Paulo                  | São Paulo  |
|                 | Gilbués                    | Francisco das Chagas Araújo                   | PDS     | Teresina                   | Piauí      |
|                 | Hugo Napoleão              | Edmundo Rodrigues Alves                       | PDS     | Valença do Piauí           | Piauí      |
|                 | Inhuma                     | Alilo de Sousa Leal                           | PDS     | Inhuma                     | Piauí      |
|                 | Ipiranga do Piauí          | José Santos Rego                              | PDS     | Picos                      | Piauí      |
|                 | Isaías Coelho              | João de Moura Carvalho                        | PDS     | Simplício Mendes           | Piauí      |
|                 | Itainópolis                | José de Andrade Maia                          | PDS     | Itainópolis                | Piauí      |
| Itaueira        | Itaueira                   | José de Arimateia Lopes Saraiva               | PDS     | Itaueira                   | Piauí      |
| Jaicós          | Jaicós                     | Frederico Ozanan Luz Barros                   | PDS     | Jaicós                     | Piauí      |
|                 | Jerumenha                  | Leônidas Arrais Mouzinho                      | PDS     | Guadalupe                  | Piauí      |
|                 | Joaquim Pires              | Santino Raimundo dos Santos                   | PDS     | Piracuruca                 | Piauí      |
|                 | José de Freitas            | Ferdinand Carvalho de Almendra Freitas        | PDS     | José de Freitas            | Piauí      |
|                 | Landri Sales               | Alcino Pereira de Sá                          | PDS     | Landri Sales               | Piauí      |
| Luzilândia      | Luzilândia                 | Ismar Aguiar Marques                          | PDS     | Luzilândia                 | Piauí      |
|                 | Manoel Emídio              | Modesto Ferreira de Sousa                     | PDS     | Jerumenha                  | Piauí      |
|                 | Marcos Parente             | Pedro Nunes de Sousa                          | PDS     | São João dos Patos         | Maranhão   |
|                 | Matias Olímpio             | Augusto César Alves Maia                      | PDS     | Matias Olímpio             | Piauí      |
|                 | Miguel Alves               | Francisco das Chagas Araújo                   | PDS     | Miguel Alves               | Piauí      |
|                 | Miguel Leão                | Norberto Batista dos Santos                   | PDS     | Miguel Leão                | Piauí      |
|                 | Monsenhor Hipólito         | Hamilton da Silva Lima                        | PDS     | Monsenhor Hipólito         | Piauí      |
|                 | Monte Alegre do Piauí      | Amando Gomes da Silva                         | PDS     | Santo Amaro                | Bahia      |
|                 | Nazaré do Piauí            | Antônio Fernandes de Carvalho                 | PDS     | Nazaré do Piauí            | Piauí      |
|                 | Nossa Senhora dos Remédios | José Fernando Rodrigues Torres                | PDS     | Nossa Senhora dos Remédios | Piauí      |
|                 | Novo Oriente do Piauí      | Raimundo Rodrigues Sobreira                   | PDS     | Valença do Piauí           | Piauí      |
|                 | Padre Marcos               | Francisco Luís de Macedo                      | PDS     | Padre Marcos               | Piauí      |
|                 | Paes Landim                | José Cipriano de Sousa Lira                   | PDS     | Paes Landim                | Piauí      |
|                 | Palmeira do Piauí          | João Martins da Luz                           | PDS     | Palmeira do Piauí          | Piauí      |
| Palmeirais      | Palmeirais                 | Cândido Soares Sobrinho                       | PDS     | Palmeirais                 | Piauí      |
|                 | Parnaguá                   | Onofre Antunes Mascarenhas                    | PDS     | Parnaguá                   | Piauí      |
|                 | Paulistana                 | Evaldo Macedo Cavalcanti                      | PDS     | Ouricuri                   | Pernambuco |
|                 | Pedro II                   | Tomaz Café de Oliveira                        | PDS     | Pedro II                   | Piauí      |
| Picos           | Picos                      | Abel de Barros Araújo                         | PDS     | Picos                      | Piauí      |
|                 | Pimenteiras                | Pedro Alexandrino Nogueira                    | PDS     | Pimenteiras                | Piauí      |
| Pio IX          | Pio IX                     | José Antão de Alencar Neto                    | PDS     | Pio IX                     | Piauí      |
|                 | Porto                      | Amadeu Vidal de Araújo                        | PDS     | Groaíras                   | Ceará      |
|                 | Prata do Piauí             | Luís Rodrigues do Nascimento                  | PDS     | Prata do Piauí             | Piauí      |
|                 | Redenção do Gurgueia       | Moaci da Rocha Amorim                         | PDS     | Redenção do Gurgueia       | Piauí      |
|                 | Regeneração                | Augusto Carlos Teixeira Nunes                 | PDS     | Regeneração                | Piauí      |
|                 | Ribeiro Gonçalves          | Asdrúbal Borges Formiga                       | PDS     | Uruçuí                     | Piauí      |
|                 | Rio Grande do Piauí        | Helvídio de Holanda Barros                    | PDS     | Rio Grande do Piauí        | Piauí      |
|                 | Santa Cruz do Piauí        | Alcides Pinheiro de Araújo Neto               | PDS     | Santa Cruz do Piauí        | Piauí      |
|                 | Santa Luz                  | José Almir Luna de Góis                       | PDS     | Santa Luz                  | Piauí      |
|                 | Santo Antônio de Lisboa    | Francisco Licínio de Carvalho                 | PDS     | Santo Antônio de Lisboa    | Piauí      |
|                 | Santo Inácio do Piauí      | Djalma César do Nascimento                    | PDS     | Oeiras                     | Piauí      |
|                 | São Félix do Piauí         | José Jailson Pio                              | PDS     | São Félix do Piauí         | Piauí      |
|                 | São Francisco do Piauí     | Alfredo Antônio de Carvalho                   | PDS     | Oeiras                     | Piauí      |
|                 | São Gonçalo do Piauí       | Antônio da Costa Sousa                        | PDS     | São Pedro do Piauí         | Piauí      |
|                 | São João da Serra          | Flávio Santana Correia Lima                   | PDS     | Castelo do Piauí           | Piauí      |
|                 | São João do Piauí          | Maria José de Oliveira Paes Landim            | PDS     | São João do Piauí          | Piauí      |
|                 | São José do Peixe          | Iracema Soares Neves Santos                   | PDS     | São José do Peixe          | Piauí      |
|                 | São Julião                 | Francisco Joaquim Sobrinho                    | PDS     | São Julião                 | Piauí      |
|                 | São Miguel do Tapuio       | José Lincoln Sobral Matos                     | PDS     | Água Branca                | Piauí      |
|                 | São Pedro do Piauí         | Davina Gonçalves Cordeiro Veloso              | PDS     | Teresina                   | Piauí      |
|                 | São Raimundo Nonato        | Gaspar Dias Ferreira                          | PDS     | São Raimundo Nonato        | Piauí      |
|                 | Simões                     | Joaquim José de Carvalho                      | PDS     | Simões                     | Piauí      |
|                 | Simplício Mendes           | Heli de Araújo Moura Fé                       | PDS     | Simplício Mendes           | Piauí      |
|                 | Socorro do Piauí           | José Antônio Coelho                           | PDS     | Socorro do Piauí           | Piauí      |
|                 | União                      | José Edmilson do Rego Mota                    | PDS     | União                      | Piauí      |
|                 | Uruçuí                     | José Ribamar Coelho                           | PDS     | Uruçuí                     | Piauí      |
|                 | Valença do Piauí           | Joaquim Matias Lima Verde                     | PDS     | Valença do Piauí           | Piauí      |
|                 | Várzea Grande              | Robert Eudes Nunes de Sousa                   | PDS     | Várzea Grande              | Piauí      |
| Fontes:         |                            |                                               |         |                            |            |

### Prefeitos eleitos pelo PMDB
O partido triunfou em 11 municípios, o equivalente a 10% do total.
| Bandeira      | Município         | Prefeito eleito em 15/11/1982   | Partido | Nascido em       | UF    |
| ------------- | ----------------- | ------------------------------- | ------- | ---------------- | ----- |
| Altos         | Altos             | José Gil Barbosa                | PMDB    | Altos            | Piauí |
|               | Barras            | José Ribamar Pereira            | PMDB    | Barras           | Piauí |
| Cocal         | Cocal             | Anastácio Gomes França          | PMDB    | Buriti dos Lopes | Piauí |
|               | Luís Correia      | Antônio de Pádua da Costa Lima  | PMDB    | Luís Correia     | Piauí |
| Monsenhor Gil | Monsenhor Gil     | Antônio Noronha de Pessoa Filho | PMDB    | Monsenhor Gil    | Piauí |
| Oeiras        | Oeiras            | Benedito de Carvalho Sá         | PMDB    | Oeiras           | Piauí |
| Parnaíba      | Parnaíba          | João Tavares da Silva Filho     | PMDB    | Parnaíba         | Piauí |
| Piracuruca    | Piracuruca        | Gonçalo Rodrigues Magalhães     | PMDB    | Piracuruca       | Piauí |
| Piripiri      | Piripiri          | Luiz Cavalcante e Menezes       | PMDB    | Piripiri         | Piauí |
|               | Santa Filomena    | Almérico Lustosa de Alencar     | PMDB    | Santa Filomena   | Piauí |
|               | São José do Piauí | José Ferreira de Moura          | PMDB    | Inhuma           | Piauí |
| Fontes:       |                   |                                 |         |                  |       |

## Eleições suplementares

### 1985
Em 1º de julho de 1985 o presidente José Sarney sancionou a Lei n.º 7.332 de autoria do deputado federal Navarro Vieira Filho (PFL-MG) determinando eleições para prefeito e vice-prefeito nas capitais de estado, estâncias hidrominerais, áreas de segurança nacional, municípios de territórios federais e naqueles criados até 15 de maio daquele ano, categorias que abrangiam 201 municípios brasileiros até então.
| Bandeira          | Município | Prefeitos eleitos em 15/11/1985 | Partido | Nascido em | UF    |
| ----------------- | --------- | ------------------------------- | ------- | ---------- | ----- |
| Guadalupe (Piauí) | Guadalupe | João Luiz da Rocha              | PFL     | Bertolínia | Piauí |
| Teresina          | Teresina  | Raimundo Wall Ferraz            | PMDB    | Teresina   | Piauí |
| Fontes:           |           |                                 |         |            |       |

### 1986
Sancionada pelo presidente José Sarney em 17 de junho de 1986, a Lei n.º 7.493 regulamentava as eleições gerais e também determinava eleições municipais para os municípios criados até 15 de maio daquele ano.
| Bandeira           | Município          | Prefeito eleito em 15/11/1986 | Partido | Nascido em         | UF    |
| ------------------ | ------------------ | ----------------------------- | ------- | ------------------ | ----- |
| Alagoinha do Piauí | Alagoinha do Piauí | Salomão Caetano de Carvalho   | PDS     | Alagoinha do Piauí | Piauí |
| Fontes:            |                    |                               |         |                    |       |